# Фролова, Екатерина Михайловна
Екатерина Михайловна Фролова (26 июля 1999, Ижевск) — российская футболистка, нападающая и крайняя полузащитница белорусского клуба «Зорка-БДУ».

## Биография
Воспитанница ижевского футбола, занималась футболом с девяти лет, причём первые три года — в команде мальчиков. Первый тренер — Константин Кайгородов.
Во второй половине 2010-х годов начала выступать на взрослом уровне за ижевское «Торпедо». В 2017 году забила 5 голов в матчах первого дивизиона России, а её команда стала серебряным призёром соревнований. 18 апреля 2018 года дебютировала в высшей лиге в матче против «Кубаночки». В первой половине сезона 2018 года была основным игроком «Торпедо», сыграв 8 матчей.
Летом 2018 года перешла на правах аренды в московский «Локомотив», однако не сумела закрепиться в составе, проведя лишь 3 неполных матча. Свой первый гол в высшей лиге забила 14 октября 2018 года в матче против «Чертаново» (7:1). Весной 2019 года вернулась в ижевское «Торпедо». В 2020 году перешла в «Краснодар». Сезон 2023 провела в клубе «Крылья Советов».
В 2024 году перешла в белорусский клуб «Зорка-БДУ», где стала не только бронзовым призёром, но и лучшим защитником и полузащитником (вместе с Юлией Слесарчик из «Динамо-БГУФК»), а также лучшим бомбардиром (41 забитый мяч) и лучшим игроком Чемпионат Белоруссии 2024. 22 ноября 2024 года в матче «Зорка-БДУ»—«Сморгонь» забила 13 мячей.
Сыграла один матч за молодёжную (до 19 лет) сборную России — 19 декабря 2017 года против Турции.

## Клубная статистика
| Выступление             | Выступление      | Выступление      | Лига | Лига | Кубки | Кубки | Итого | Итого |
| Клуб                    | Лига             | Сезон            | Игры | Голы | Игры  | Голы  | Игры  | Голы  |
| ----------------------- | ---------------- | ---------------- | ---- | ---- | ----- | ----- | ----- | ----- |
| Торпедо (Ижевск)        | высшая           | 2018             | 8    | 0    | 1     | 0     | 9     | 0     |
| Торпедо (Ижевск)        | высшая           | 2019             | 18   | 0    | 3     | 0     | 21    | 0     |
| Торпедо (Ижевск)        | Итого            | Итого            | 26   | 0    | 4     | 0     | 30    | 0     |
| Локомотив (Москва)      | высшая           | 2018             | 4    | 1    | 2     | 0     | 6     | 1     |
| Локомотив (Москва)      | Итого            | Итого            | 4    | 1    | 2     | 0     | 6     | 1     |
| Краснодар               | высшая           | 2020             | 3    | 0    | —     | —     | 3     | 0     |
| Краснодар               | высшая           | 2021             | 11   | 0    | —     | —     | 11    | 0     |
| Краснодар               | высшая           | 2022             | 4    | 0    | —     | —     | 4     | 0     |
| Краснодар               | высшая           | 2023             | 1    | 0    | —     | —     | 1     | 0     |
| Краснодар               | Итого            | Итого            | 19   | 0    | —     | —     | 19    | 0     |
| Крылья Советов (Самара) | высшая           | 2023             | 12   | 0    | —     | —     | 12    | 0     |
| Крылья Советов (Самара) | Итого            | Итого            | 12   | 0    | —     | —     | 12    | 0     |
| Зорка-БДУ (Минск)       | высшая           | 2024             | 28   | 41   | 2     | 0     | 30    | 41    |
| Зорка-БДУ (Минск)       | Итого            | Итого            | 28   | 41   | 2     | 0     | 30    | 41    |
| Всего за карьеру        | Всего за карьеру | Всего за карьеру | 89   | 42   | 8     | 0     | 97    | 42    |